# Price your Bike
Price your Bike war ein Schweizer Radsportteam mit Sitz in Neuenhof.
Die Mannschaft wurde 2006 unter dem Namen Hadimec als Continental Team gegründet. Der damalige Hauptsponsor Hadimec ist ein Elektronikunternehmen. Ab der Saison 2008 wurde der italienische Spielautomaten-Hersteller Nazionale Elettronica Co-Sponsor des Teams. Mit der Saison 2010 benannte sich das Team nach dem neuen Hauptsponsor Price your Bike. Ende der Saison 2011 löste sich die Mannschaft auf.
Manager und Teamrepräsentant nach den UCI-Regeln war Daniel Hirs, der von den Sportlichen Leitern Matthias Blumer, Michael Randin, Martin Spinelli und Hubert Schwab unterstützt wurde.

## Saison 2011

### Erfolge in der UCI Europe Tour
In den Rennen der Saison 2011 der UCI Europe Tour gelangen die nachstehenden Erfolge.
| Datum    | Rennen                                        | Kat. | Sieger         |
| -------- | --------------------------------------------- | ---- | -------------- |
| 25. Juni | Schweizer Meisterschaft – Straßenrennen (U23) | CN   | Marcel Aregger |

### Zugänge – Abgänge
| Zugänge           | Team 2009 | Abgänge       | Team 2010    |
| ----------------- | --------- | ------------- | ------------ |
| Joël Eglin        | Neoprofi  | Hubert Schwab | Karriereende |
| Jan Keller        | Neoprofi  | David Locher  | Unbekannt    |
| Patrick Schelling | Neoprofi  | Tobias Lussi  | Unbekannt    |
| Lionel Wüst       | Neoprofi  | Fabien Wolf   | Unbekannt    |

### Mannschaft
| Name                | Geburtstag         | Nationalität | Team 2012             |
| ------------------- | ------------------ | ------------ | --------------------- |
| Marcel Aregger      | 26. August 1990    | Schweiz      | Atlas Personal-Jakroo |
| Loïc Aubert         | 19. Januar 1990    | Schweiz      |                       |
| Ivan Boutellier     | 1. Januar 1989     | Schweiz      |                       |
| Joël Eglin          | 10. März 1990      | Schweiz      |                       |
| Daniel Henggeler    | 29. Dezember 1988  | Schweiz      | Atlas Personal-Jakroo |
| Samuel Horstmann    | 26. August 1990    | Schweiz      |                       |
| Lukas Kalt          | 26. Januar 1987    | Schweiz      |                       |
| Jan Keller          | 18. Mai 1991       | Schweiz      | Atlas Personal-Jakroo |
| Bernhard Oberholzer | 8. September 1985  | Schweiz      | Atlas Personal-Jakroo |
| Andreas Rutishauser | 28. September 1967 | Schweiz      |                       |
| Patrick Schelling   | 1. Mai 1990        | Schweiz      | Atlas Personal-Jakroo |
| Elias Schmäh        | 26. September 1986 | Schweiz      |                       |
| Nicolas Schnyder    | 9. Juni 1987       | Schweiz      | Dopingsperre          |
| Lionel Wüst         | 18. Dezember 1989  | Schweiz      |                       |
| Stagiaires          | Stagiaires         | Nationalität | Nationalität          |
| Felix Baur          | Felix Baur         | Schweiz      | Schweiz               |

### Platzierungen in UCI-Ranglisten
UCI Europe Tour 2011
|       | Fahrer              | Punkte |
| ----- | ------------------- | ------ |
| 581.  | Marcel Aregger      | 23     |
| 1212. | Bernhard Oberholzer | 2      |

## Platzierungen in UCI-Ranglisten
UCI Europe Tour
| Saison | Mannschaftswertung | Fahrerwertung           |
| ------ | ------------------ | ----------------------- |
| 2009   | -                  | -                       |
| 2010   | 54.                | Nicolas Schnyder (132.) |
| 2011   | 101.               | Marcel Aregger (581.)   |